# Myrmecodesmus digitatus
Myrmecodesmus digitatus är en mångfotingart som först beskrevs av Loomis 1959.  Myrmecodesmus digitatus ingår i släktet Myrmecodesmus och familjen fingerdubbelfotingar. Inga underarter finns listade i Catalogue of Life.